# Bretteville-le-Rabet
Bretteville-le-Rabet és un municipi francès situat al departament de Calvados i a la regió de Normandia. L'any 2007 tenia 257 habitants.

## Demografia

### Població
El 2007 la població de fet de Bretteville-le-Rabet era de 257 persones. Hi havia 83 famílies de les quals 12 eren unipersonals (8 homes vivint sols i 4 dones vivint soles), 17 parelles sense fills i 54 parelles amb fills.
La població ha evolucionat segons el següent gràfic:
Habitants censats

### Habitatges
El 2007 hi havia 90 habitatges, 82 eren l'habitatge principal de la família, 5 eren segones residències i 3 estaven desocupats. Tots els 90 habitatges eren cases. Dels 82 habitatges principals, 70 estaven ocupats pels seus propietaris i 11 estaven llogats i ocupats pels llogaters; 6 tenien dues cambres, 4 en tenien tres, 17 en tenien quatre i 55 en tenien cinc o més. 73 habitatges disposaven pel capbaix d'una plaça de pàrquing. A 23 habitatges hi havia un automòbil i a 53 n'hi havia dos o més.

### Piràmide de població
La piràmide de població per edats i sexe el 2009 era:
| Homes | Edats   | Dones |
| ----- | ------- | ----- |
| 0     | 95 o +  | 0     |
| 0     | 90 a 94 | 0     |
| 0     | 85 a 89 | 0     |
| 0     | 80 a 84 | 0     |
| 0     | 75 a 79 | 4     |
| 0     | 70 a 74 | 0     |
| 8     | 65 a 69 | 0     |
| 4     | 60 a 64 | 4     |
| 4     | 55 a 59 | 12    |
| 4     | 50 a 54 | 4     |
| 0     | 45 a 49 | 4     |
| 16    | 40 a 44 | 8     |
| 12    | 35 a 39 | 12    |
| 4     | 30 a 34 | 8     |
| 8     | 25 a 29 | 8     |
| 4     | 20 a 24 | 8     |
| 16    | 15 a 19 | 4     |
| 4     | 10 a 14 | 12    |
| 8     | 5 a 9   | 8     |
| 12    | 0 a 4   | 12    |

## Economia
El 2007 la població en edat de treballar era de 170 persones, 132 eren actives i 38 eren inactives. De les 132 persones actives 122 estaven ocupades (61 homes i 61 dones) i 10 estaven aturades (6 homes i 4 dones). De les 38 persones inactives 4 estaven jubilades, 24 estaven estudiant i 10 estaven classificades com a «altres inactius».

### Ingressos
El 2009 a Bretteville-le-Rabet hi havia 78 unitats fiscals que integraven 246 persones, la mediana anual d'ingressos fiscals per persona era de 16.917 €.

### Activitats econòmiques
Dels 7 establiments que hi havia el 2007, 2 eren d'empreses de construcció, 1 d'una empresa de transport, 1 d'una empresa d'hostatgeria i restauració, 1 d'una empresa de serveis i 2 d'entitats de l'administració pública.
Dels 2 establiments de servei als particulars que hi havia el 2009, 1 era un paleta i 1 guixaire pintor.
L'any 2000 a Bretteville-le-Rabet hi havia 3 explotacions agrícoles.

## Poblacions més properes
El següent diagrama mostra les poblacions més properes.